# Nambuangongo
Nambuangongo é um município da província do Bengo, em Angola, com sede na cidade de Muxaluando.
Em 2014, tinha 61.024 habitantes. É limitado a norte pelo município de Ambuíla, a este pelo município de Quitexe, a sul pelo município dos Dembos e a oeste pelos municípios de Ambriz e Dande. Compõe-se das comunas de Cage, Canacassala, Gombe, Muxaluando, Quicunzo, Quixico e Zala.
Durante a Guerra de Independência de Angola, foi em território deste município que ocorreu um dos mais notáveis episódios do conflito, quando guerrilheiros da União das Populações de Angola (UPA; depois FNLA), em 15 de março de 1961, atacaram as fazendas da região, mataram numerosos fazendeiros e levaram à fuga dos restantes, ocupando depois a comuna-sede de Nambuangongo e declarando a localidade como capital do "Estado Livre de Angola", a primeira experiência de um território libertado angolano com autogoverno no pós-Segunda Guerra Mundial. A icónica capital Nambuangongo viria a ser reconquistada por tropas portuguesas a 9 de agosto de 1961, lideradas pelo tenente-coronel Armando Maçanita, na sequência de uma operação que decorreu entre 4 de julho e 10 de agosto do mesmo ano e ficaria para a história com o nome de Operação Viriato.